# 主任の一ノ瀬さん
主任の一ノ瀬さん（しゅにんのいちのせさん）は、楯山ヒロコによる日本の4コマ漫画作品。
『まんがホーム』（芳文社）にて2013年7月号から2016年7月号まで連載された。また『まんがタイム』（同）にも掲載されたことがある。

## 概要
自由すぎる適当ぶりで周囲を振り回しつつも多くの部下や他部署の同僚に慕われ、難しい契約も平気で取ってくる凄腕の営業ウーマンである一ノ瀬清美の活躍をコミカルに描いたギャグ漫画。
作中の舞台となる「ヒカリ飲料」は、その名称が示すニュアンスや、ソフトドリンクのほかにアルコール飲料も製造していることから、アサヒ飲料がモデルであると考えられる。
ただし、製品に「ヒカリ」または「HIKARI」と表記された飲料を製造・販売している光食品という企業が実在する。

## 登場人物
ヒカリ飲料の社員は、滝田の回想に登場する大北を除き、いずれも水に関係する苗字となっている。

### 主要人物
一ノ瀬 清美
本作の主人公で、年齢は29歳。
株式会社ヒカリ飲料の営業部営業課所属で、職階は主任。
22歳でヒカリ飲料に入社し、当時から問題児であると同時に難しい契約を取ってくる手腕を発揮していた。
朝に弱く、遅刻の常習者であり、正午直前に出社することも珍しくなく、電車で寝過ごして終点や遠方まで行ってしまったりすることもしばしば。
かつて遅刻の連絡を当日の夜に掛けてきたこともあった。
仕事中・会議中でも平気で居眠りをする。
季節に関係なく、勤務中はシャツを腕まくりにしていることが殆ど（稀に腕まくりにしていない場合もある）。
三国志が好きでよく読んでおり、話の内容を講談師顔負けの話術でを解かりやすく解説できる。
営業課長の滝田は清美が新人だった当時の教育係でもあり、その時からの付き合い。
明るく社交的で誰にでも分け隔てなく接するため、部下や他部署の同僚にも慕われており、この人柄が人を惹き付けて契約を取ることに繋がるものと思われる。
初顔合わせの相手とでも契約を取ることが出来る場合があり、契約までいかない場合でも意気投合してそのまま一緒に食事するほど仲良くなれる。
新人の小川真由子を可愛がっている。
無類の酒好きで、勤務中も平気で商品開発課に出向いて酒を呑むほど。
歌うことが好きで、カラオケ接待が苦手な滝田を助けたこともある。
ヒカリ飲料の会長である海野とは職階の枠を超えた良き友であるが、入社前から知り合いだったわけではなく、清美がヒカリ飲料に入社してからの付き合い。
遅刻が酷く、下半身パジャマで出勤することがある。
スタイル抜群の美人であり、雨でずぶ濡れになった姿は男性社員が見入るほど色っぽいようだ。
作中で一度だけ風邪をひいて会社を休んだことがあるが、前述の雨でずぶ濡れになったことが原因かどうかは作中では言及されていない。
作中では身長が何センチなのかについての言及は無いが、小川よりも頭1つ分は高く、バレーをやっていた岸より僅かに低い程度で滝田よりは背が高い。
母親が清美の結婚相手に清美と同じくらい背が高いことを望んでいることから、上述のことも含め、身長175cm前後はあると推測される。
話を誇張することがある。
新人の頃はよく社員証を紛失し、社員であることを証明する時に社歌を熱唱することで社員であることを証明したが、守衛曰く「社歌を熱唱したのは君だけ」。
3人兄妹の末っ子で、上に兄2人がいる。
母親から「清美ちゃん」と「ちゃん」付けで呼ばれており、かなり過保護に育てられたようだ。
母親からは早く結婚して子供を作ることを望まれている。
近年の若い女性の一人暮らしには珍しく、スマートフォンとは別に自宅に固定電話を引いており、この固定電話には主に母親が電話を掛けてくる。
下の名前が「清美」であることが初めて明かされるのは単行本第1巻35ページ「アニバーサリー」1コマ目の名刺である。
バレンタインの時期に商品開発課が新商品として開発した『ブラックスナイパー チョコレート味』を試飲した際には髪が白髪になるほど不味く「百年の恋も冷める味でしたよ･･･」と酷評した。
自社製品『ブラックスナイパー』シリーズが雑誌で酷評され、他の飲料メーカーからもバカにされた海野会長が憤慨し、名誉挽回の為に売り上げ5倍計画を社員に課した時には流石に「不可能」と匙を投げようとしたが、会議の時に寧ろ開き直ってこの混乱をそのままCMにすればどうかと提案、やけっぱちで作られたCMは賛否あったが、その独特なCMが社会の話題を呼んで『ブラックスナイパー』シリーズは知名度を上げたため、売り上げを延ばすことに繋がったCMを考案した功労者として昇進するはずだったが、管理職に就くと板挟みなどのしがらみに縛られて面倒だという理由で辞退、その代わりとして「スーパーウルトラミラクル超ド級ファンタスティック主任」の職名を与えられるが、結局は主任である。
小川 真由子
ヒカリ飲料の営業部営業課に所属する新人社員。
小柄で童顔。
真面目で頑張り屋だが、要領が悪く、契約が取れなかったり、書類を間違えたり、社外秘の資料を誤ってメールに貼付して取引先に送ってしまうなどのミスが多く、滝田に怒鳴られることが多い。
社外秘の資料を誤って取引先に送ってしまった時には事の重大さを思い知らされ、反省のためにバリカンで髪を剃り上げるように清美に頼んだほどで、いっそ退職した方が良いのではないかとまで思い詰めていたが、清美の励ましと「ほど良いプレッシャー」を掛けられたことでやる気を取り戻した。
ビールの美味しさが解からず、清美に頼んで味わい方を教えてもらって克服したが、調子に乗って呑み会を繰り返したことで一時期太ってしまった。
女子校・女子大を経て社会に出たため、男性に対して免疫が低く、上がってしまうことがミスに繋がるらしい。
下の名前が明らかになるのは連載中期であり、単行本第1巻70ページ「反省☆」1コマ目で、上述の社外秘資料を誤って取引先にメールで誤送信したことを報告する反省文を書いて提出した時の自筆の署名にて判明。
岸 透
ヒカリ飲料の営業部営業課に所属する新人社員で、小川の同期。
デジタル機器の取り扱いに強く、移動中は電子機器で書籍や新聞を読み、スケジュール確認をしつつメモをし、先方までのルートを素早く調べるなど、優秀であるため、この特技を利用して取引先の担当者から貰う名刺を自主的にデータベース化するなどしている。
学生時代はバレー部に所属していたため、社内球技大会が開催された時には営業課の女子バレーチームのコーチを担当した。
「あの会社」が発売する新製品の調査に積極的であり、変な味のドリンクを探して飲むのが趣味。
作中では「あの会社」が発売した『みそしるサイダー（わかめ味）』『みそしるサイダー（しじみ味）』『もちウォーター』『はつ恋ソーダ』『酢サイダー』『しょうゆサイダー』を試飲した模様。
自身曰く、コーヒーは「コーヒーとミルクと砂糖は『6.5：2.5：1』」が自分的黄金比とのこと。
重度の花粉症で、外回りの業務を取り止めようとしたが、その花粉症を逆手に取った清美の作戦で花粉症に悩む営業先相手の共感を得て契約に成功する。
眉毛が非常に薄いことがコンプレックスであり、営業先から「眉毛も愛想もねえ」と心無い発言をされるなど、影では苦労も多いようだ。
学生の妹がいる。
親族は全員眉毛が薄い。
下の名前が明らかになるのは連載後期であり、単行本第2巻77ページ「迷う岸くん」1コマ目で、祖母と思われる人物の発言によって判明。
滝田
ヒカリ飲料の営業部営業課の課長で、清美の直属の上司。
遅刻・居眠り・中抜け・勤務中の飲酒・上司いじりなどの常習者である清美には頭を悩ませており、作中で最も清美を怒鳴りつけている人物である。
清美が新人だった頃の教育係でもあり、清美とはその時からの付き合いである。
清美が新人だった頃からの付き合いであるため、清美の営業の才能を熟知しており、曰く「もしあいつが本気を出せば…営業課全員でもおつりがくるだろう」。
太っており、自身が女性にもてないことを自覚しているためか、バレンタインイベントが嫌い。
課内の役職者同士であるため、清美と行動を共にすることも多い。
アナログ派であり、業務で使用するパソコン以外のデジタル機器は使用していないが、春の時期にタブレット機器を購入したこともある。
カラオケが苦手で、接待相手が大のカラオケ好きでカラオケで接待しなければならなくなった時は気が重かったが、歌うのが好きな清美が接待に同行したことで助けられたこともある。
その体型を清美にいじられることもある。
出世を望んでいるため、清美にも頑張ってほしいと思いつつ、清美が昇進することで自身の持つ課長の座が脅かされる可能性があることを恐れてもいる。
海野
ヒカリ飲料の会長。
清美とは職階の枠を超えた友人であり、キノコ狩り・釣り・新製品の試飲会を兼ねたバーベキュー・会長室でのテレビゲーム・ゲームセンター・高級飲食店での飲食・ゴルフ・ビリヤードなど、食事や遊びで行動を共にすることが多い。
味音痴らしく『ブラックスナイパー』が美味しいと思っており、雑誌で酷評された時には憤慨し、経営者として『ブラックスナイパー』の売り上げ5倍計画を社員に課した。
遊ぶことが大好きで、出勤途中の清美にいきなり「これから一緒にグアムに行こうよ」と誘うなど、無茶な要求をすることもある。
清美の発案で制作されたやけっぱちCMで『ブラックスナイパー』が有名になり、売り上げも上がって会社も良い方向に進んで言うことなしだったが、『ブラックスナイパー』が不味いという事実を知ってショックを受けた。
『ブラックスナイパー』の売上向上に貢献した清美を昇進させるつもりであったが、上述のように板挟みなどのしがらみに縛られることを良しとしない清美が昇進の話を蹴ったため、ボーナスを弾むことで対応した。
清美と職階の枠を超えて友人になった理由は、社員証を紛失した際の身分証明として身分証代わりに社歌を歌った旨を守衛から聴いて清美に興味を持ったことによる。

### ヒカリ飲料のその他の人物
泉
ヒカリ飲料の広報部所属で清美の同期。
常に彼氏を欲している。
清美とは同期の社員が集まって呑み会を開催した時に出逢った。
清美とは仲が良く、同期の中では清美と最も付き合いがあり、女子会や合コンを清美と一緒にやることがある。
商品開発課の浦辺に一目惚れし、想いを寄せている。
浦辺
ヒカリ飲料の商品開発課所属で『ブラックスナイパー』シリーズなどを研究・開発している。
清美が会議資料の入った鞄を取引先で取り違えるミスを犯して会議の開始が遅れそうになり、鞄を取り戻してくるまでの時間稼ぎとして小川に新商品『高濃度エナジー ブラックスナイパー』を会議室で開封し、異臭騒ぎを起こして混乱させるように命じる話を聴いてしまい、遠くからさみしそうな目で見つめる。
清美とは仲が良く、アルコール飲料や『ブラックスナイパー』シリーズなどを開発した時は試飲させるために清美を商品開発課に呼ぶことが多い。
『ブラックスナイパー （チョコレート味）』を自信を持って開発し、清美に試飲させたが、清美曰く「百年の恋も冷めるほどの味でしたよ…」と酷評されてしまった。
整った顔のイケメンらしく、泉から好意を持たれているが、気付いていない。
女性社員
本名は不明。
泉の主導で行なわれた女子会に参加したヒカリ飲料の女性社員。
本名だけでなく、所属部署も不明だが、清美のことを「清美」と名前で呼び捨てで呼んだり、泉ともタメ口で会話しているため、清美や泉とは同期と思われる。
作中に登場するヒカリ飲料の社員の中で清美のことを名前呼びする唯一の人物。
部長
本名は不明。
どの部署の部長かは不明だが、滝田と会話する時に登場したり、滝田が営業課の新年の挨拶時をする時に滝田の後ろに構える形で立ち会っているため、営業部の部長だと思われる。
四角いレンズの眼鏡を掛けている。
滝田が清美とバレンタインの日にデートするという話を聴きつけ、滝田をからかった。
次長
本名は不明。
どの部署の次長かは不明だが、滝田と会話する時に登場したり、滝田が営業課の新年の挨拶時をする時に滝田の後ろに構える形で立ち会っているため、営業部の次長だと思われる。
逆三角レンズの眼鏡を掛けている。
会長秘書
本名は不明。
会長の秘書を務めるメガネを掛けた年配の女性。
仕事をほっぽって遊んでいる会長を諫めることもあるが、概ね柔軟に対応している。
清美に対しても好意的である。
大北
滝田の回想に登場する清美の同期。
所属先は不明だが、現在は「課長的なこと」をする役職に就いているらしい。
滝田曰く「奴の営業成績は大したことなかった」らしい。
清美は大北のことを覚えていなかった。
苗字の設定がある人物で所属先が不明なのは彼のみである。
守衛
本名は不明。
清美が新人だった頃からの知り合い。
社員証を紛失した時は社員であることを証明する身分証を提示する必要がある旨の社則があるが、曰く「（身分証明の提示代わりに）社歌を熱唱したのは君だけだ…」。
沼田
最終回に登場した女性の新入社員。
就職活動が上手くいかずに疲れ果てていた時、清美の発案で作られた『ブラックスナイパー』のやけっぱちCMを観て「こんなにフランクで楽しそうな会社があるなんて…ここに入りたい」と思い、ヒカリ飲料への入社を志望し、採用される。
入社初日に『ブラックスナイパー』の像を見つけて写真を撮るなど、その行動は清美に似たところがある。
入社の志望動機となった『ブラックスナイパー』のやけっぱちCMを考案した清美に憧れており、希望通りに清美の所属する営業部営業課に配属される。

### 一ノ瀬家
清美の家族は父・母・兄2人・清美の5人家族であることが判っているが、家族の下の名前と素顔は本編では明かされない。家族は父親以外の3人は登場するが、いずれも声や後ろ姿または足でしか登場しない。父親のみ本編には全く登場せず、父親は本編では状況説明で存在が確認できるのみとなっている。家族の下の名前と素顔は単行本第2巻裏表紙に描かれた隠し漫画で明らかになる。なお、清美が年末に実家へ帰省し、家族が年越蕎麦の準備をしている際に家族の内の誰かが「ちーちゃんはお皿出して」という台詞を発しているが、家族の中で名前に「ち」が含まれる人物は居ないため、「ちーちゃん」なる人物が家族または親類として存在すると思われるものの、正体は不明。
一ノ瀬 すみ江
清美の母。
よく清美に電話を掛けてくる。
何度か直接登場したが後ろ姿でしか登場していない。
清美に早く結婚して子供を作り、孫の顔を見せてほしいと思っている。
清美に出逢いの場を作ろうとヒカリ飲料の商品を買い、清美の写真を貼って知人らに配り、清美の宣伝をしていたが、清美に止めさせられた。
清美の家族の中では本編に最も登場する人物である。
一ノ瀬 温
清美の兄。
本編では「兄1」と表現され、すみ江と同じく本編では後ろ姿でしか登場しない。
冷に比べると些か荒々しい性格である模様。
温と冷はどちらが兄でどちらが弟なのかについての言及が無いが「兄1」と表記されていることから、兄だと推測される。
一ノ瀬 冷
清美の兄。
本編では「兄2」と表現され、 すみ江・温と同じく本編では後ろ姿でしか登場しない。
温に比べると幾分か穏やかな性格である模様。
温と冷はどちらが兄でどちらが弟なのかについての言及が無いが「兄2」と表記されていることから、弟だと推測される。
一ノ瀬 巖
清美の父。
本編には一切登場せず、すみ江に「ずっと庭に来たノラ猫おっかけまわしてるし…」と語られるのみ。
豪快で名前の通り厳つい顔をしている。

## 備考
- 3年1ケ月に亘って連載された作品であるが、役名の設定がある登場人物はそれほど多くない。
  - 中でもフルネームが設定されているのは清美を含む一ノ瀬家の者と、小川・岸の計7人のみであり、本編に限れば下の名前が設定されているのは清美・小川・岸の3人しかいない。
- 連載期間は『まんがホーム』2013年7月号から2016年7月号までと『まんがタイム』の一部だが、『まんがホーム』2015年6月号から2015年8月号に掲載された分は単行本に収録されていない。
  - 収録されなかった回の中には清美が虫歯に罹って歯科医院での治療に苦しむエピソードがあり、薬物不祥事を何度も起こしている歌手のヒットソングを基にしたオチで終わらせているため、収録されなかった可能性がある。
- 清美は主任、滝田は課長であるため、本来なら清美と滝田の間に係長の職階に就く者が存在するはずであるが、作中には登場せず、営業課から会議に出席するのも主任の清美と課長の滝田のみである。
- 通常、会社のトップは社長であるはずだが、作中に社長は登場せず、その上の立場である会長（海野）がメインで登場し、会議にも会長の海野が出席していることから、海野は会長と社長を兼任している可能性もある[13]が、作中では一貫して「会長」と呼ばれており「社長」と呼ばれている描写は無い。
- 清美と海野がゴルフに参加した時に「シャチョーさん上手!!」と話している者が居るが、この時の清美と海野はキャディを務めており、プレイヤーとしては参加していないため、この「シャチョーさん」なる人物が海野と別人であることは明らかであるが、この「シャチョーさん」なる人物がヒカリ飲料の人間であれば、ヒカリ飲料には個別の社長が存在することになる。

## 書誌情報
楯山ヒロコ『主任の一ノ瀬さん』芳文社〈まんがタイムコミックス〉、全2巻
- 第1巻 - 2015年3月7日発売[14]、ISBN 978-4-8322-5367-4

収録内容 - 『まんがホーム』2013年7月号 - 2014年9月号、2014年11月号 - 2014年2月号
- 第2巻 - 2016年7月7日発売[14]、ISBN 978-4-8322-5498-5

収録内容 - 『まんがタイム』2015年4月号、『まんがホーム』2014年10月号、2015年1月号 - 2015年5月号、2015年9月号 - 2016年7月号